# Étienne Cabet

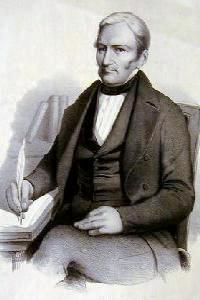
Etienne Cabet (1788–1856).

Étienne Cabet, född den 1 januari 1788 i Dijon, död den 9 november 1856 i Saint Louis, var en fransk-amerikansk kommunist.
Cabet förvärvade sig tidigt stor praktik som advokat och blev därjämte, efter sin flyttning till Paris under restaurationen, en av carbonarismens mest verksamma och framstående anhängare. 
Efter julirevolutionen 1830 mottog han av regeringen befattningen som generalprokurator (procureur général, "chefsåklagare") på Korsika. Han råkade dock snart i strid med de maktägande och dömdes 1834 till två års fängelse för en artikel i det av honom uppsatta bladet Le populaire. Han flydde då till London, men återvände efter amnestin 1839. 
I England hade Cabet blivit anhängare av kommunismen, särskilt genom läsning av Thomas Mores Utopia. Sin nya politiska och sociala trosbekännelse framställde han särskilt i den ryktbara romanen Voyage en Icarie, som skildrar förhållandena i ett uppdiktat land, där alla är lyckliga, emedan ingen privategendom finns, och staten leder alla arbeten samt reglerar invånarnas levnadssätt i de minsta detaljer. 
Cabet visar sig dock som en jämförelsevis försiktig kommunist, då han endast småningom vill låta privategendomen försvinna och även sedan detta skett fordrar familjebandens och engiftets bibehållande. Cabet omsatte också sina idéer i verklighet. Den första "ikariska" kolonien, som avreste i början av 1848 till ett inköpt område i Texas, blev visserligen alldeles uppriven; men sedan Cabet själv avrest till Amerika i slutet av samma år och en större skara följt efter, grundades ett samhälle vid Nauvoo i Illinois (1850). 
Under Cabets diktatur upplevde detta några lugna år; men 1856 reste sig hans motståndare och förmådde honom att med sina meningsfränder lämna den koloni han skapat. Cabet dog i en stroke några dagar efter hans ankomst till Saint Louis, Missouri, (1856). Samhället flyttades 1859 till sin slutliga plats, Icaria i Iowa, och fortlevde men under en ny form av socialism. 
Cabet skrev även en mängd mindre uppsatser till försvar för sina åsikter (några av dem i svensk översättning under titeln Upplysningar om kommunismen, innefattande de kommunistiska trosartiklarne, 1846) och dessutom bland annat Histoire populaire de la revolution française de 1789 à 1830 (1840, 5:e upplagan 1848).